# Гремлин

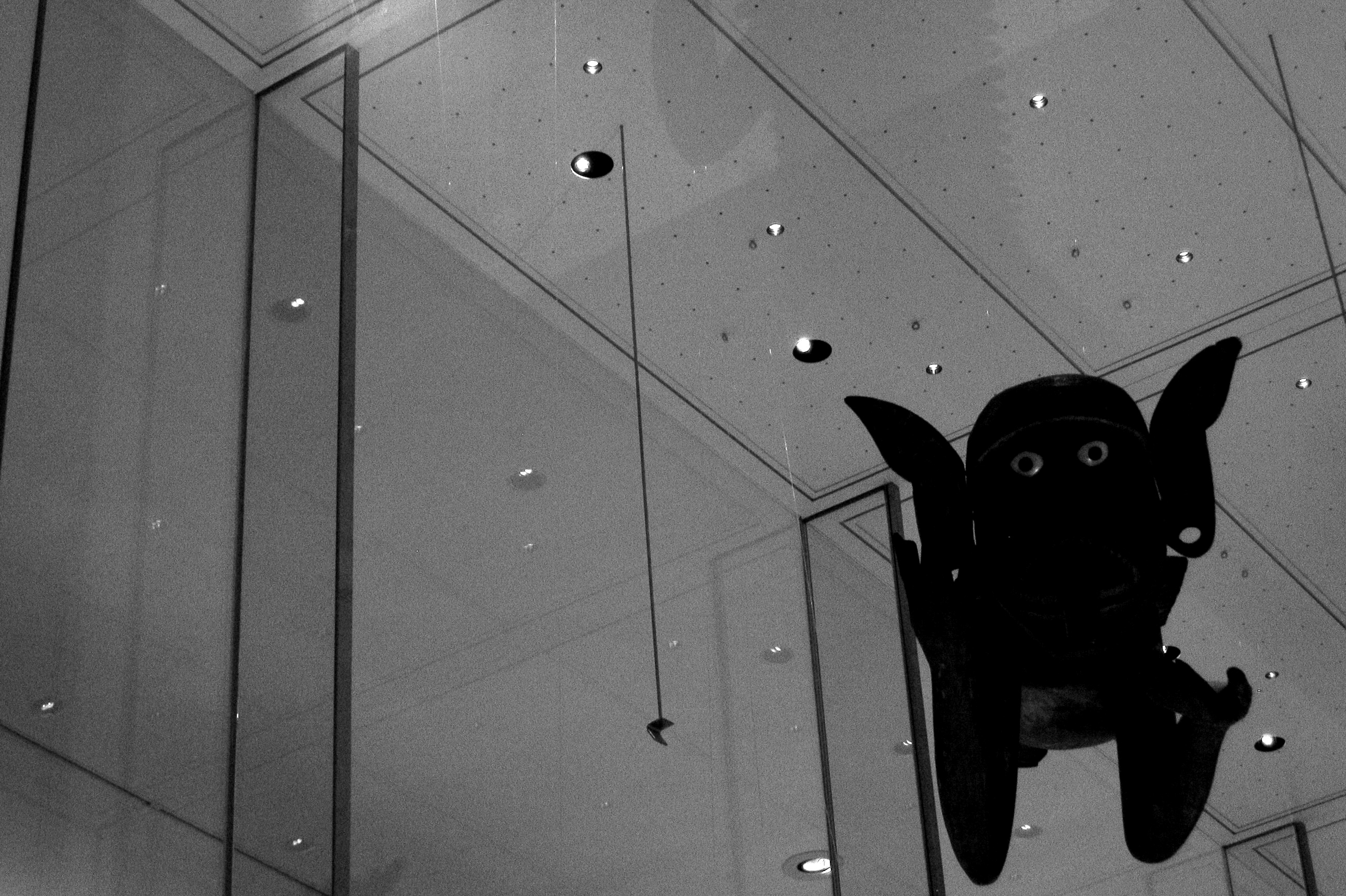
Фотография гремлина в Британском музее.

Гремлин (англ. Gremlin) — мифическое существо из английского фольклора.

## История
По всей видимости, термин впервые появился в 1920-е годы в среде английских лётчиков и авиатехников, в 1929 году зафиксирован в печати, получил распространение во время Второй мировой войны, в том числе уже и среди американцев. Первой публикацией о «феномене» гремлинов был рассказ в журнале «Royal Air Force Journal» от 18 апреля 1942 года.
Гремлины известны как ненавистники техники. Со Второй мировой войны все неполадки в технике, начиная с велосипедов и кончая космическими кораблями, приписывают гремлинам. Они ненавидят её и всячески вредят людям, которые ею пользуются.
В 1943 году Роальд Даль опубликовал повесть «Гремлины».

## Фильмы

### Кошмар на высоте 20 тысяч футов
Эпизод сериала «Сумеречная зона», повествующий о человеке по имени Боб Уилсон (Уильям Шетнер), страдающем страхом полётов, который следует самолётом вместе со своей женой, только что выписавшись из психиатрической клиники, где он лечился на протяжении шести месяцев от своей фобии. На крыле самолёта он замечает косматую страшную фигуру, которая приближается к мотору, а затем начинает его ломать. По иронии, когда кто-либо другой, кроме Боба, смотрит в иллюминатор, существо исчезает, сносимое ветром или же отлетающее в сторону. Боб считает, что видит гремлина, и пытается выбить иллюминатор, чтобы застрелить чудовище украденным у одного из пассажиров револьвером. Когда же самолёт сажают на землю, техники с удивлением обнаруживают, что обшивка крыла и двигатель изодраны в клочья и залиты чьей-то кровью. Эпизод также был неоднократно спародирован в мультипликации и кинематографе («Симпсоны», «Футурама», «Робоцып», «Джонни Браво», «Эйс Вентура: Когда зовёт природа», «Лего Фильм: Бэтмен» и т. д.).
В мультфильме «Мадагаскар 2» лев Алекс перепутал Морта с Гремлином, когда тот лез по крылу самолёта.

## Гремлины в массовой культуре
- Гремлинам посвящён рассказ Харлана Эллисона «Вместе с маленьким народцем».
- Гремлины упоминаются в книге Александра Больных «Руки вверх, мистер гремлин!».
- Гремлины являются НАТОвской нечистой силой в романе супругов Лукиных «Алая аура протопарторга» (и возможно, в других романах).
- Гремлины присутствуют в серии игр Heroes of Might and Magic как войска магов Академии.
- Пошаговая компьютерная игра Gremlins, Inc. построена на экономической и политической борьбе гремлинов в Городе-Механизме.
- Гремлины присутствуют в игрe Quake: Scourge of Armagon как маленькие прыткие существа, умеющие воровать оружие и оживлять падших монстров (которые после оживления становятся гремлинами).
- В романе «Дневной дозор» Сергея Лукьяненко ведьма Алиса использует заклинание «гремлин» на двигателе автомобиля, чтобы тот вскоре «внезапно» сломался.
- В мультипликационном фильме Русская рапсодия «гремлины из Кремля» побеждают Гитлера.
- Гремлины женского пола называются «фифинеллами».
- Гремлины упоминаются в песнях русскоязычного рэп-исполнителя Oxxxymiron («Песенка Гремлина», «Пролив Дрейка»).
- Гремлины упоминаются в книге Джона Стейнбека  "Русский дневник".
- Гремлины упоминаются в книге Владимира Торина "Мое Пост-Имаго".